# Macrocoma bipartita
Macrocoma bipartita é uma espécie de escaravelho de folha de Marrocos, descrito por Kocher em 1962.